# Tabea Kemme
Tabea Kemme (født 14. december 1991) er en tysk tidligere fodboldspiller, der sidst spillede for Arsenal W.F.C., hvortil hun var kommet fra 1. FFC Turbine Potsdam.

## Karriere

### Klub
I sin ungdomskarriere og i de første to sæsoner i seniorkarrieren spillede Kemme angriber. Hun skiftede til mere defensive positioner, mens hun spillede for Tysklands U/20-landshold under U/20 VM i 2010, og hun sluttede sin karriere som forsvarsspiller. I 2006 kom hun fra sin barndomsklub SG Freiburg/Oederquart til 1. FFC Turbine Potsdam.
Hun kom på Potsdams førstehold i 2008, og 17. september samme år fik hun debut i Bundesligaen. I sin første seniorsæson var hun med til at blive tysk mester for første gang ud af fire, og året efter var hun med til at vinde Champions League med klubben.
Efter tolv sæsoner i Potsdam skiftede Kemme i 2018 til Arsenal W.F.C. Hun opnåede imidlertid kun ganske få kampe for klubben på grund af en knæskade, der tvang hende til at indstille karrieren det følgende år.

### Landshold
Kemme spillede på flere af de tyske ungdomslandshold, og hun var i 2008 med til at blive europamester for U/17 samt vinde VM-bronze i samme aldersgruppe. To år efter var hun med til at blive U/20-verdensmester, og hun debuterede på A-landsholdet 27. november 2013 i en udekamp mod Kroatien, som Tyskland vandt 8-0, hvor hun blev skiftet ind i 76. minut.
Hun opnåede i alt 47 A-landsholdskampe og scorede seks mål. Hun var med til at vinde Algarve Cup i 2014 med Tyskland, men den største triumf opnåede hun med landsholdet ved OL 2016, hvor Tyskland vandt guld. Kemme spillede alle kampe, hvor Tyskland først blev nummer to i indledende pulje, derpå besejrede Kina i kvartfinalen med 1-0, mens de i semifinalen fik revanche for nederlaget i indledende pulje til Canada og vandt 2-0. I finalen vandt tyskerne 2-1 over Sverige.

### Efter fodbold
Allerede mens hun spillede fodbold, kom Tabea Kemme ind i politiet som aspirant. Hun blev politiinspektør i 2018 og arbejder nu i politiet.